# Яцковичі (Будславська сільська рада)
Яцковичі  (біл. вёска Яцкавічы) — село в складі Мядельського району Мінської області, Білорусь. Село підпорядковане Будславській сільській раді, розташоване в північній частині області.